# Kenneth Lindmark
Bror Herman Kenneth Lindmark, född 11 april 1949 i Skellefteå landsförsamling i Västerbottens län, död 18 december 2019, var en svensk militär.

## Biografi
Lindmark avlade sjöofficersexamen vid Sjökrigsskolan 1972 och utnämndes samma år till löjtnant i flottan, där han tjänstgjorde på motortorpedbåt under tio år, bland annat på T56. Han befordrades till kapten 1975 och till örlogskapten 1983. Efter att ha gått Stabskursen på Marinlinjen vid Militärhögskolan tjänstgjorde han vid staben hos Kustflottan. År 1988 befordrades han till kommendörkapten, varefter han var fartygschef på korvetten Stockholm 1988–1990 och chef för 10. kustkorvettdivisionen vid 1. ytattackflottiljen 1989–1990. Under andra hälften av 1990-talet var han placerad vid Tredje ytattackflottiljen (1998 namnändrad till Tredje ytstridsflottiljen), med tidsbegränsad placering vid Marinens taktiska centrum i Högkvarteret (1998 namnändrat till Marincentrum). Åren 2009–2016 var Lindmark stabsofficer vid Marinens taktiska stab i Högkvarteret, varefter han 2016 pensionerades från Försvarsmakten.
Kenneth Lindmark invaldes 1993 som ledamot av Kungliga Örlogsmannasällskapet och 1996 som ledamot av Kungliga Krigsvetenskapsakademien.

## Örlogsflaggan på Kastellholmen
Den 29 mars 1990 beslöts det att örlogsflaggan inte längre skulle hissas på Kastellet på Kastellholmen i Stockholm. Dåvarande fartygschefen på HMS Stockholm, kommendörkaptenen Kenneth Lindmark, ansåg detta beslut vara felaktigt och hissade helt sonika HMS Stockholms örlogsflagga på Kastellet den 2 april under avgivande av salut i form av svensk lösen. Detta ingripande ledde troligen till att ÖB fattade beslut om att flaggningen skulle fortsätta, vilket den gör till denna dag. Dagen det inträffade skickade befälhavaren på HMS Stockholm följande meddelande till Marinchefen Bengt Schuback samt till Chefen för Kustflottan;
| ” | HMS STO 1990-04-02 ORIENTERING: HMS STOCKHOLMS ÖRLOGSFLAGGA HISSADES IDAG KL 0910 PÅ KASTELLET I SAMBAND MED AVGÅNG FRÅN STOCKHOLM. MÅ DEN I FORTSÄTTNINGEN FÅ BLÅSA DYGNET RUNT. SÄNDLISTA: CM, CKF, CÖRIBO. | „ |